# Gregory Isaacs
Gregory Anthony Isaacs (ur. 15 lipca 1951 w Kingston zm. 25 października 2010 w Londynie) – jamajski wokalista reggae.
W latach 70. zdobył dużą popularność na Jamajce, współpracując z czołowymi producentami i studiami muzycznymi. Wraz z Errolem Dunkleyem założył w 1973 własną wytwórnię African Museum. Wykonywał zarówno zaangażowane utwory zaliczane do roots reggae, jak i lżejsze, romantyczne piosenki, dzięki którym stał się klasykiem lovers rock. Na początku lat 80. podpisał kontrakt z wytwórnią Island Records, dla której w 1982 nagrał swój najbardziej znany album Night Nurse.
Zmarł w swoim domu w południowym Londynie po długotrwałej walce z rakiem płuc.

## Wybrana dyskografia
- In Person 1975
- Extra Classic 1976
- Mr Isaacs 1977
- Cool Ruler 1978
- Soon Forward 1979
- Lonely Lover 1980
- More Gregory 1981
- Night Nurse 1982
- Out Deh! 1983
- Judge Not 1984
- Private Beach Party 1985
- Red Rose for Gregory 1988